# Таманрассет (вилайет)
Таманрассе́т (араб. ولاية تمنراست‎, берберский: Tamenγest ) —  вилайет Алжира, самый большой по территории из всех 48 алжирских вилайетов.

## География

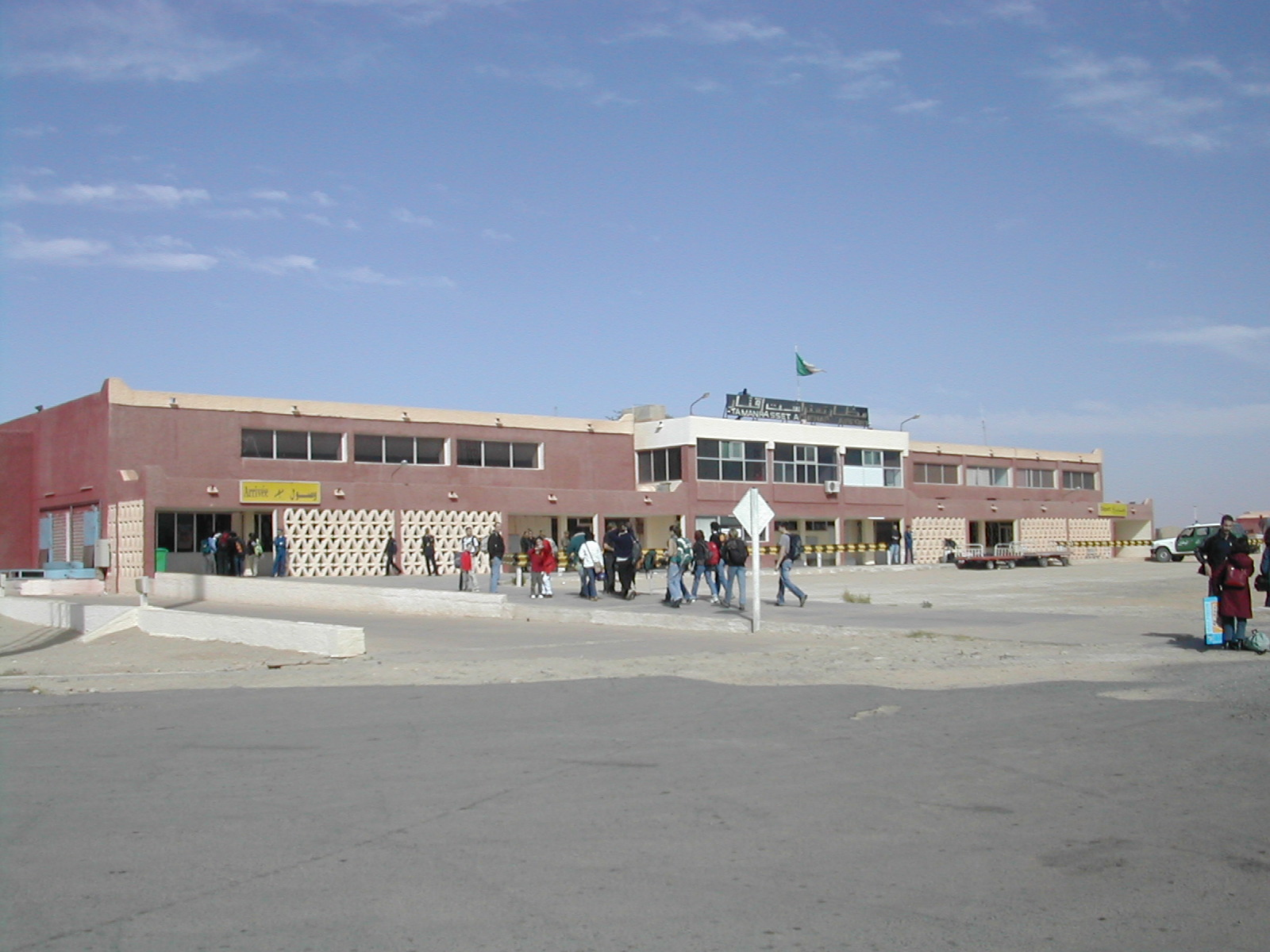
Аэропорт Таманрассета

По территории превосходит такие страны как Франция, Таиланд, Испания и занимает 33-е место в мире и 2-е в Африке (после нигерской провинции Агадеc) по площади среди административных единиц первого порядка.
В вилайете есть 2 национальных парка — Тассилин-Адджер и Ахаггар.

## Административное деление
Содержит 7 округов (араб.  دائرة‎; «даира»), которые далее делятся на 10 коммун (баладий; фр. commune, араб.  بلديات‎, ед.ч. بلدية):
1. Абалесса (включает коммуну Абалесса)
2. Ин-Гар (включает коммуну Ин-Гар)
3. Ин-Геззам (включает коммуну Ин-Геззам)
4. Ин-Салах (включает коммуны Ин-Салах и Фоггарет-эз-Зуа)
5. Таманрассет (включает коммуны Таманрассет и Ин-Амгель)
6. Тазрук (включает коммуны Тазрук и Идлес)
7. Тин-Зауатин (включает коммуну Тин-Зауатин)